# Wilson Greatbatch
Wilson Greatbatch (Buffalo (New York), 6 september 1919 – New York, 27 september 2011) was een Amerikaans ingenieur. Hij is vooral bekend als de uitvinder van de implanteerbare pacemaker.
Greatbatch ging na de middelbare school te "West Seneca East" in militaire dienst en diende gedurende de Tweede Wereldoorlog bij de Amerikaanse marine als radiotechnicus. In 1945 kreeg hij eervol ontslag. Hij bezocht de Cornell-universiteit waar hij in 1950 een bachelordiploma behaalde in de elektrotechniek. Hierna verwierf hij in 1957 zijn masterdiploma aan de State University of New York.
Na het behalen van zijn mastergraad werd bij manager op de elektronica-afdeling van "Taber Instrument Corporation" in Buffalo. Hoewel Greatbatch vaak genoemd wordt als de "uitvinder" van de pacemaker, vond hij noch de eerste pacemaker uit (Mark C. Lidwill, 1928) noch de eerste implanteerbare pacemaker (Åke Senning, 1958). Probleem was dat deze pacemaker nog te groot was om in het menselijke lichaam gedragen te worden.
Eind jaren 1950 begon Greatbatch samen met de arts William Chardack aan de ontwikkeling van een kleinere versie van de pacemaker, de "Chardack-Greatbatch". Als energiebron gebruikte hij kwik-zinkbatterijen. De batterijen en elektronica waren ingekapseld in epoxyhars om ze bestand te maken tegen lichaamsvocht. Na uitvoerige tests op dieren werd Greatbatch eerste pacemaker in 1960 in een mens geïmplementeerd. In 1962 verkreeg hij octrooi op zijn pacemaker. Later verkocht hij zijn octrooi aan Medtronic, een bedrijf in medische technologie op het gebied van hartstimulatie en defribulatie.
In 1968 ontwikkelde en patenteerde "Catalyst Research Corporation" te Baltimore (Maryland) de lithiumbatterij. Vanwege de hoge energiedichtheid besloot Greatbatch, die inmiddels een eigen bedrijf was begonnen, deze batterij toe te passen in pacemakers. In 1972 werd het eerste exemplaar bij een mens ingebracht. De pacemaker met lithiumbatterij is tegenwoordig standaard voor alle pacemakers.
De "National Society of Professional Engineers" (NSPE) noemde in 1985 Greatbatch’ pacemaker een van de tien belangrijkste technische bijdragen aan de samenleving uit de afgelopen vijftig jaar. In 1996 werd hij voor zijn werk onderscheiden met de Lemelson-MIT Prize. In totaal heeft Greatbatch meer dan 150 uitvindingen op zijn naam staan, waaronder een kano op zonne-energie.